# Villervallavillan

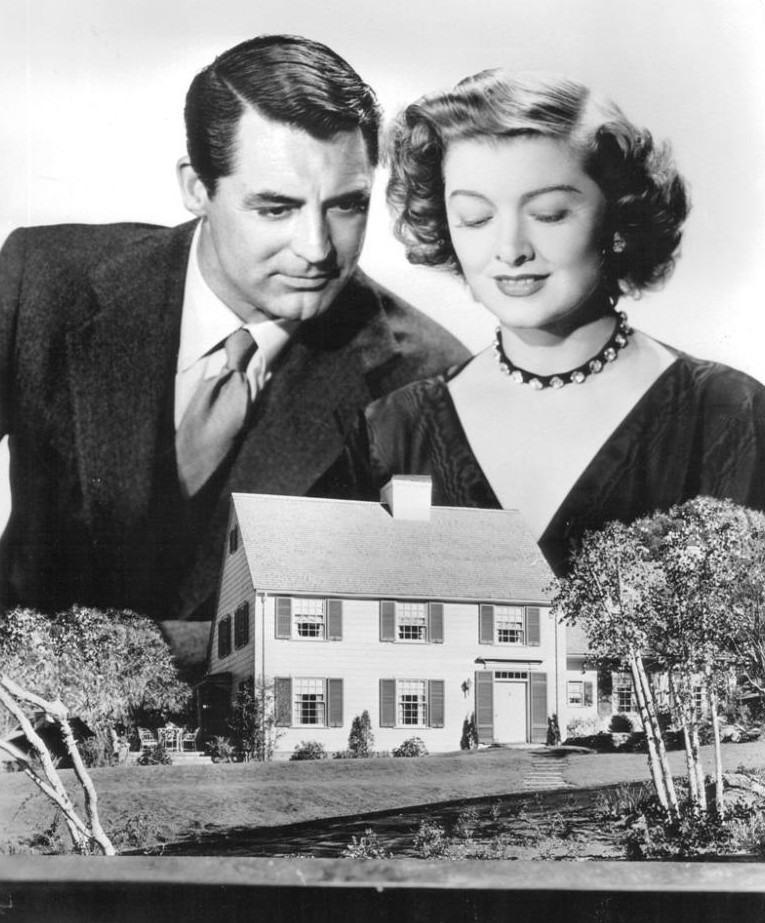
Cary Grant och Myrna Loy i ett pr-foto för filmen.

Villervallavillan (engelska: Mr. Blandings Builds His Dream House) är en amerikansk komedifilm från 1948 i regi av H.C. Potter. Filmen skrev och producerades av teamet Melvin Frank och Norman Panama, baserat på Eric Hodgins populära roman Mr. Blandings Builds His Dream House från 1946, som illustrerades av William Steig (författaren till Shrek!). I huvudrollerna ses Cary Grant, Myrna Loy och Melvyn Douglas.

## Handling
Jim Blandings (Cary Grant) bor tillsammans med sin fru (Myrna Loy) och sina två döttrar i en trång lägenhet i New York. De bestämmer sig för att bygga sitt drömhus en kort tågresa bort, men det går inte alls enligt planerna.

## Rollista i urval
- Cary Grant – James Blandings
- Myrna Loy – Muriel Blandings
- Melvyn Douglas – William "Bill" Cole
- Louise Beavers – Gussie
- Reginald Denny – Henry Simms
- Jason Robards, Sr. – John Retch
- Lex Barker – förman, snickeri
- Connie Marshall – Betsy Blandings
- Sharyn Moffett – Joan Blandings
- Ian Wolfe – Smith, fastighetsmäklare
- Nestor Paiva – Joe Apollonio
- Harry Shannon – W.D. Tesander
- Tito Vuolo – Mr. Zucca